# 전빈
전빈(田邠, ? ~ 195년 음력 11월) 또는 전분(田芬)은 후한 말기의 관료이다.

## 행적
흥평 2년(195년) 11월 경오일, 이각 · 곽사 등이 헌제의 어가를 추격하였다. 헌제를 모신 군세는 이각 등에 맞서 동간(東澗)에서 싸웠으나 패하였고, 이각 등은 치중을 노략질하였다. 이때 소부 전빈은 위위 사손서 · 정위 선번 · 광록훈 등연 등 수십 명과 함께 피살되었다.

## 출전
- 사마표, 《속한서》 제13 오행(五行)1
- 범엽, 《후한서》 권9 효헌제기(孝獻帝紀)

| 전임 음수 | 후한의 소부 ? ~ 195년 음력 11월 경오일 | 후임 공융 |